# Festival de la Cançó d'Eurovisió 1980
El XXV Festival de la Cançó d'Eurovisió fou retransmès el 19 d'abril de 1980 a La Haia, Països Baixos. La presentadora va ser Marlous Fluitsma, i la victòria va ser per al representant d'Irlanda, Johnny Logan amb la cançó "What's Another Year?".
Israel, el país vencedor de l'anterior edició, va decidir no participar en coincidir el festival amb la data en què es recorda el dia de l'Holocaust jueu en aquell país. Els Països Baixos decidiren fer-se càrrec de l'organització del festival.

## Final

Països participants.
Països que hi van participar al passat però no el 1980.

| Núm. | País                | Intèrpret(s)                    | Cançó                  | Posició | Pts |
| ---- | ------------------- | ------------------------------- | ---------------------- | ------- | --- |
| 01   | Bèlgica             | Telex                           | Euro-vision            | 17      | 14  |
| 02   | Àustria             | Blue Danube                     | Du bist Musik          | 8       | 64  |
| 03   | Finlàndia           | Vesa-Matti Loiri                | Huilumies              | 19      | 6   |
| 04   | Itàlia              | Alan Sorrenti                   | Non so che darei       | 6       | 87  |
| 05   | Noruega             | Sverre Kjelsberg & Mattis Hætta | Sámiid Ædnan           | 16      | 15  |
| 06   | Marroc              | Samira Bensaid                  | Bitakat hob            | 18      | 7   |
| 07   | Espanya             | Trigo Limpio                    | Quédate esta noche     | 12      | 38  |
| 08   | Països Baixos       | Maggie MacNeal                  | Amsterdam              | 5       | 93  |
| 09   | Dinamarca           | Bamses Venner                   | Tænker altid på dig    | 14      | 25  |
| 10   | Alemanya Occidental | Katja Ebstein                   | Theater                | 2       | 128 |
| 11   | Portugal            | José Cid                        | Um grande, grande amor | 7       | 71  |
| 12   | Regne Unit          | Prima Donna                     | Love enough for two    | 3       | 106 |
| 13   | Turquia             | Ajda Pekkan                     | Pet'r oil              | 15      | 23  |
| 14   | Irlanda             | Johnny Logan                    | What's another year?   | 1       | 143 |
| 15   | Suïssa              | Paola del Medico                | Cinéma                 | 4       | 104 |
| 16   | Grècia              | Anna Vissi                      | Autostop               | 13      | 30  |
| 17   | França              | Profil                          | Hé, hé, m'sieurs dames | 11      | 45  |
| 18   | Suècia              | Tomas Ledin                     | Just nu!               | 10      | 47  |
| 19   | Luxemburg           | Sophie & Magaly                 | Papa pingouin          | 9       | 56  |